# Вагоноперекидач

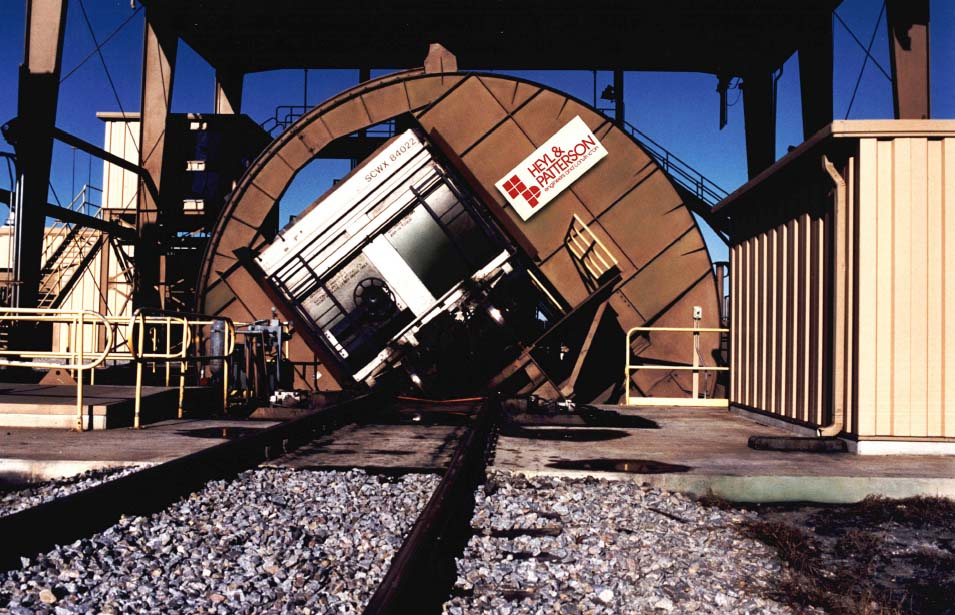
Вагоноперекидач.

Вагоноперекидачі

Вагоноперекидач (рос. вагоноопрокидыватель, англ. car dumper, car tippler, wagon tippler; нім. Wagenkipper) — пристрій, яким розвантажують вагони та вагонетки з насипним вантажем, перекидаючи або нахиляючи їх. Розрізняють вагоноперекидачі роторні (кругові і бокові), перекидні напіввагони і платформи, торцеві — з поздовжнім нахилом поворотного майданчика на кут 45-60°. Застосовують на заводах і шахтах, у портах, на збагачувальних фабриках (переважно роторні, бокові вагоноперекидачі). В Україні використовують з кінця XIX століття. Перші вагоноперекидачі в Україні були встановлені у Маріупольському порту.
Перший в СРСР роторний вагоноперекидач розробив харківський вчений Василь Зашквара.

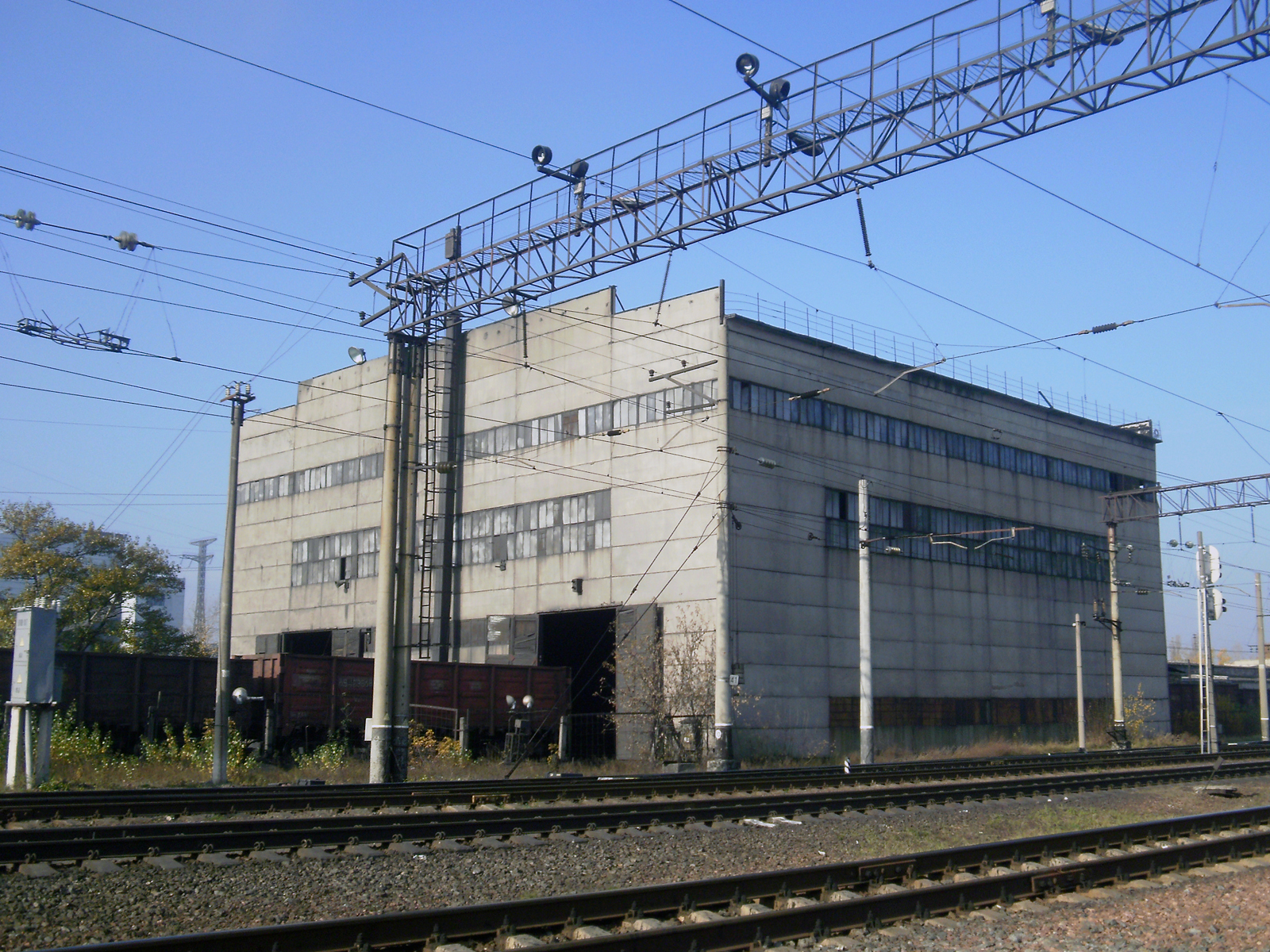
критий вагоноперекидач Трипільської ТЕС

Для точного встановлення вагонів в зоні вагоноперекидача використовують маневрові пристрої.